# Progomphus auropictus
Progomphus auropictus – gatunek ważki z rodziny gadziogłówkowatych (Gomphidae). Występuje na terenie Ameryki Południowej.